# Nový Ples
Nový Ples (en allemand : Neu Ples) est une commune du district de Náchod, dans la région de Hradec Králové, en Tchéquie. Sa population s'élevait à 349 habitants en 2022.

## Géographie
Nový Ples se trouve à 5 km au sud-sud-est de Jaroměř, à 16 km au nord-est de Hradec Králové, à 19 km au sud-ouest de Náchod et à 112 km à l'est-nord-est de Prague.
La commune est limitée par Jaroměř au nord, par Jasenná à l'est, par Lejšovka au sud-est et au sud, par Smržov au sud, et par Rasošky à l'ouest.

## Histoire
L'origine de la localité remonte aux années 1780.

## Galerie

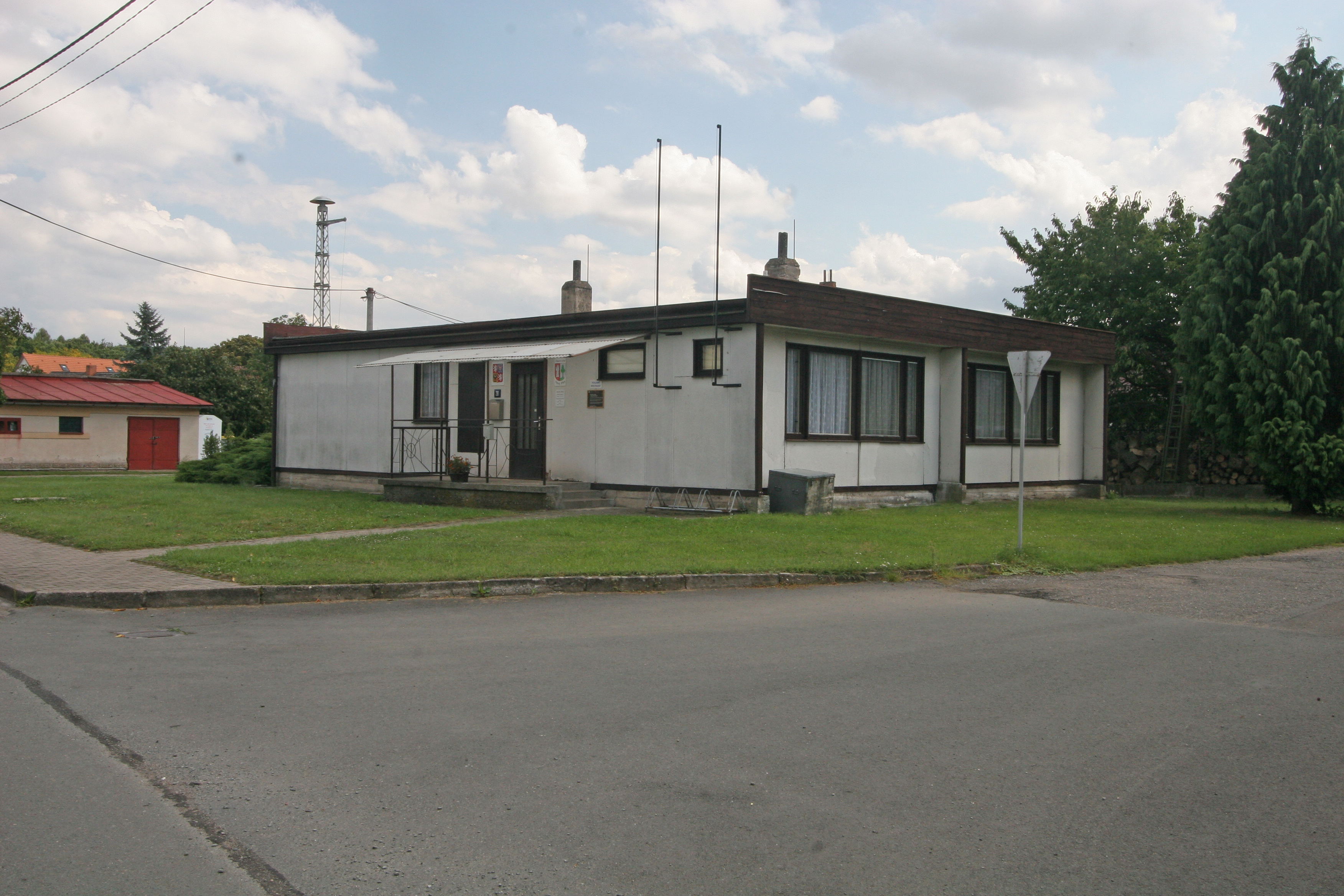
Nový Ples : la mairie.
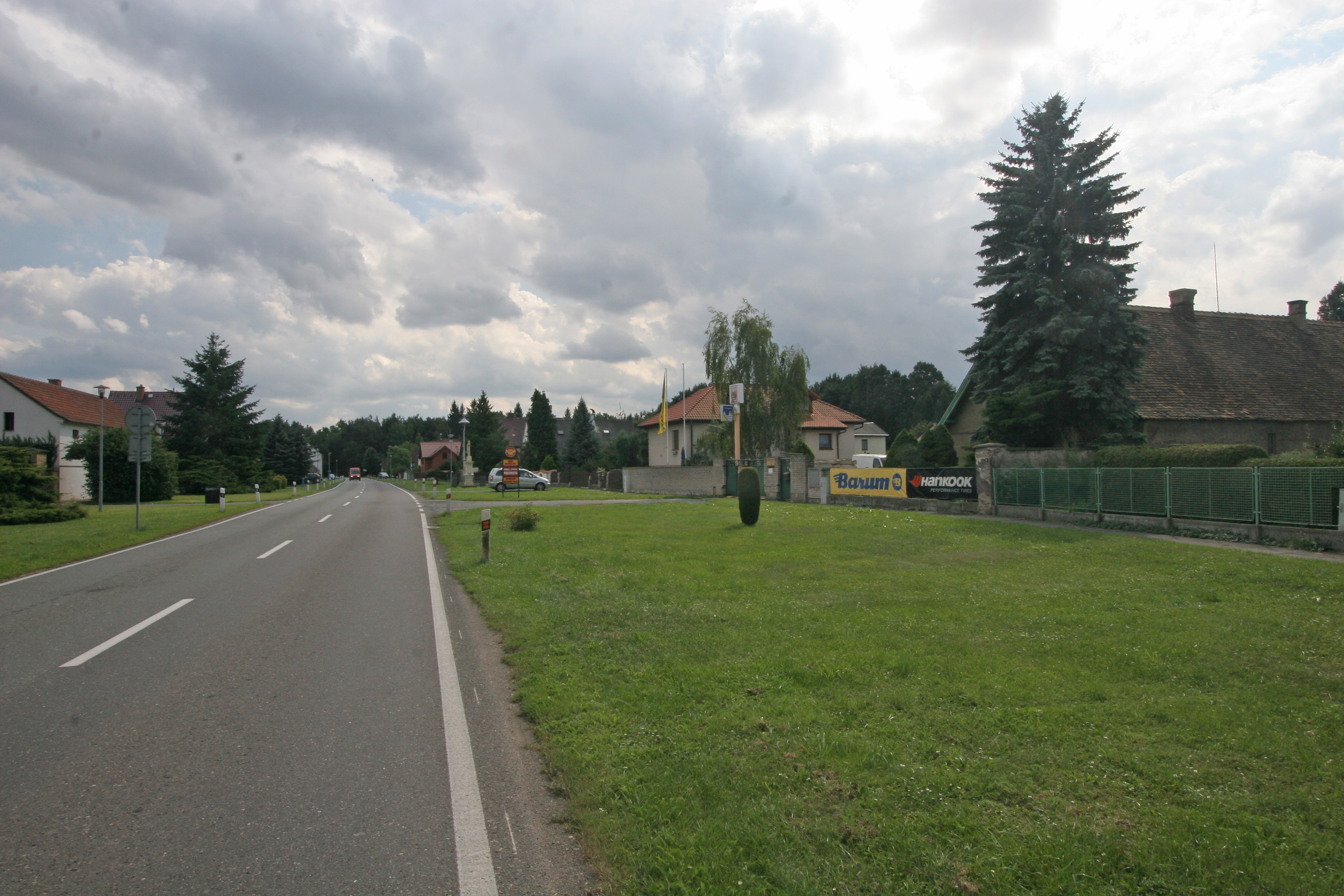
La rue principale.

## Transports
Par la route, Nový Ples se trouve à 5 km de Jaroměř, à 26 km de Náchod, à 18 km de Hradec Králové et à 133 km de Prague. 